# Liste der Bodendenkmäler in Langenaltheim
Auf dieser Seite sind die Bodendenkmäler in der mittelfränkischen Gemeinde Langenaltheim zusammengestellt. Diese Tabelle ist eine Teilliste der Liste der Bodendenkmäler in Bayern. Grundlage ist die Bayerische Denkmalliste, die auf Basis des Bayerischen Denkmalschutzgesetzes vom 1. Oktober 1973 erstmals erstellt wurde und seither durch das Bayerische Landesamt für Denkmalpflege geführt wird. Die folgenden Angaben ersetzen nicht die rechtsverbindliche Auskunft der Denkmalschutzbehörde.

## Bodendenkmäler in Langenaltheim
| Lage                     | Objekt                                                                                                 | Akten-Nr.     | Bild           |
| ------------------------ | --- | ------------- | -------------- |
| Langenaltheim (Standort) | Villa rustica der römischen Kaiserzeit.                                                                | D-5-7031-0034 |                |
| Langenaltheim (Standort) | Grabhügel vorgeschichtlicher Zeitstellung.                                                             | D-5-7031-0037 |                |
| Langenaltheim (Standort) | Grabhügel mit Bestattungen der Bronze- und der Hallstattzeit.                                          | D-5-7031-0038 |                |
| Langenaltheim (Standort) | Siedlung und Bestattungsplatz vorgeschichtlicher Zeitstellung.                                         | D-5-7031-0041 |                |
| Langenaltheim (Standort) | Grabhügel vorgeschichtlicher Zeitstellung.                                                             | D-5-7031-0042 |                |
| Langenaltheim (Standort) | Bestattungsplatz vor- und frühgeschichtlicher Zeitstellung.                                            | D-5-7031-0043 |                |
| Langenaltheim (Standort) | Brandgräberfeld der Urnenfelderzeit.                                                                   | D-5-7031-0047 |                |
| Langenaltheim (Standort) | Grabhügel vorgeschichtlicher Zeitstellung.                                                             | D-5-7031-0048 |                |
| Langenaltheim (Standort) | Grabhügel mit Bestattungen der Bronzezeit.                                                             | D-5-7031-0145 |                |
| Langenaltheim (Standort) | Grabhügel vorgeschichtlicher Zeitstellung.                                                             | D-5-7031-0245 |                |
| Langenaltheim (Standort) | Wüstung des Mittelalters und der frühen Neuzeit sowie untertägige Teile einer abgegangenen Mühle.      | D-5-7031-0246 |                |
| Langenaltheim (Standort) | Grabhügel vorgeschichtlicher Zeitstellung.                                                             | D-5-7031-0247 |                |
| Langenaltheim (Standort) | Mittelalterliche und frühneuzeitlicher Befunde im Bereich der Evang.-Luth. Pfarrkirche St. Laurentius. | D-5-7031-0248 | weitere Bilder |
| Langenaltheim (Standort) | Grabhügel vorgeschichtlicher Zeitstellung.                                                             | D-5-7131-0001 |                |
| Langenaltheim (Standort) | Grabhügel vorgeschichtlicher Zeitstellung.                                                             | D-5-7131-0002 |                |
| Langenaltheim (Standort) | Grabhügel vorgeschichtlicher Zeitstellung.                                                             | D-5-7131-0003 |                |
| Langenaltheim (Standort) | Grabhügel vorgeschichtlicher Zeitstellung.                                                             | D-5-7131-0004 |                |
| Langenaltheim (Standort) | Römische villa rustica.                                                                                | D-5-7131-0006 |                |
| Langenaltheim (Standort) | Untertägige Bestandteile und Vorgängerbau der evang.-luth. Pfarrkirche St. Willibald.                  | D-5-7131-0012 | weitere Bilder |
| Langenaltheim (Standort) | Vorgängerbau der evang.-luth. Pfarrkirche St. Johannis.                                                | D-5-7131-0014 | weitere Bilder |
| Langenaltheim (Standort) | Untertägige Bestandteile der mittelalterlichen evang.-luth. Pfarrkirche St. Trinitatis.                | D-5-7131-0015 | weitere Bilder |
| Langenaltheim (Standort) | Bestattungsplatz vorgeschichtlicher Zeitstellung mit Grabhügeln.                                       | D-5-7131-0018 |                |